# Avant-lès-Ramerupt
Avant-lès-Ramerupt ist eine französische Gemeinde mit 156 Einwohnern (Stand 1. Januar 2022) im Département Aube in der Region Grand Est; sie gehört zum Arrondissement Troyes und zum Kanton Arcis-sur-Aube.

## Geografie
Die Gemeinde liegt in der Champagne unweit des Flusses Aube; auf halber Strecke zwischen Paris und Nancy.

## Bevölkerungsentwicklung
| Jahr      | 1962 | 1968 | 1975 | 1982 | 1990 | 1999 | 2008 | 2018 |
| Einwohner | 168  | 166  | 162  | 160  | 156  | 166  | 151  | 158  |

## Sehenswürdigkeiten
- Kirche Saint-Denis, Monument historique

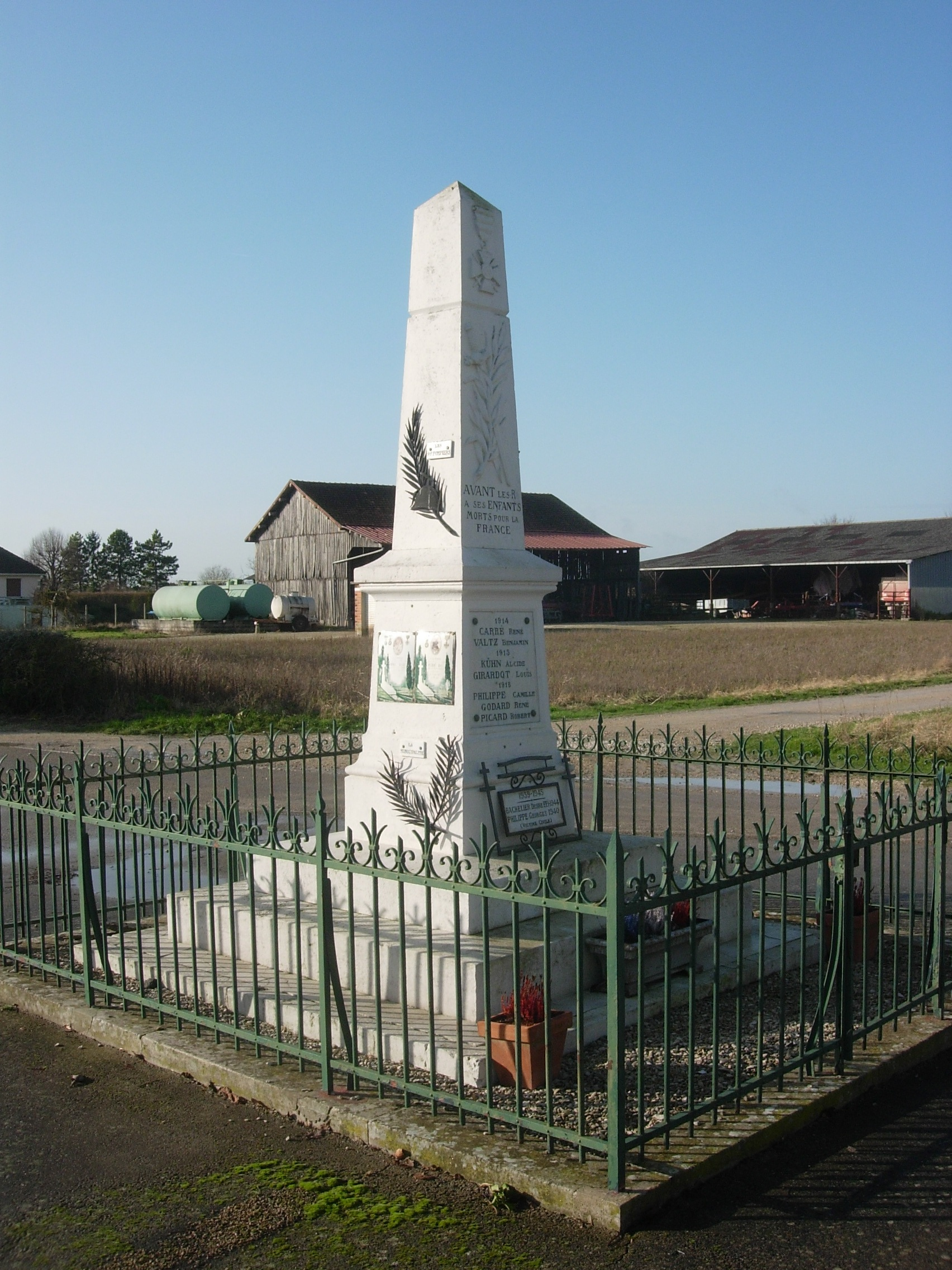
Gefallenendenkmal

- Gefallenendenkmal